# Мосальский, Пётр Богушевич Верига
Пётр Богушевич Верига Мосальский (пол. Piotr Bohuszewicz Weryha Massalski; ум. 4 мая 1561) — князь, староста лидский (1559).

## Биография
Сын Богуша Александровича Мосальского и Авдотьи.
В 1534 году взят в плен в Москву и возвращён в обмен на князя Семёна Фёдоровича Сицкого. В 1558 году Пётр Верига с братьями Петром и Михаилом разделили имущество другого покойного брата Тимофея. Являлся лидским судебным старостой (1559).
Совладелец имения Олтупово в Волковысском повете. Вместе с женой купил у Сапеги имение Войкилишки.
Был женат на Анастасии Ивановне. Умер бездетным.
После смерти мужа Анастасия Ивановна сделала вооружённый набег на имения Сапеги, за что в 1563 году вызывалась в суд.